# Janez Usmiljeni
Sveti Janez Usmiljeni, ciprski svetnik, * 550, † 620.
Je bil patriarh Aleksandrije.